# Episodi di Bara sex (seconda stagione)
La seconda stagione della serie televisiva Bara sex, composta da 5 episodi, è stata pubblicata sulla piattaforma streaming on demand SVT Play dal 2 al 16 gennaio 2025.
In Italia la serie è inedita.
| n° | Titolo                           | Pubblicazione   |
| -- | -------------------------------- | --------------- |
| 1  | Sommar igen                      | 2 gennaio 2025  |
| 2  | Take me back to the night we met | 5 gennaio 2025  |
| 3  | Jag vill inte ha dig heller!     | 9 gennaio 2025  |
| 4  | Midsommar                        | 12 gennaio 2025 |
| 5  | Vet du vart vi är på väg?        | 16 gennaio 2025 |